# Coupe d'Europe de rugby à XV 2020-2021
Navigation
Édition précédente Édition suivante
La Coupe d'Europe de rugby à XV 2020-2021, appelée également European Rugby Champions Cup, oppose pour sa 26e édition vingt-quatre équipes anglaises, écossaises, françaises, galloises et irlandaises.
Comme pour le Challenge européen 2020-2021, le format de la compétition est intégralement revu en raison des conséquences de la pandémie de Covid-19 en Europe sur les calendriers internationaux. Les équipes sont réparties en deux poules de douze. Les quatre meilleurs clubs de chacune d'entre elles participent ensuite aux quarts de finale, tandis que huit équipes sont reversées en huitièmes de finale de Challenge Cup. Après l'annulation des deux dernières journées de poule, le format est de nouveau révisé pour organiser une phase finale à partir de huitièmes de finale.
La compétition se déroule du 11 décembre 2020 au 22 mai 2021. La finale devait initialement se disputer au Stade Vélodrome de Marseille en France mais est finalement organisé au Stade de Twickenham, où le Stade toulousain remporte son cinquième titre aux dépens du Stade rochelais, qui participait à sa première finale.

## Présentation

### Équipes en compétition
Les vingt-quatre équipes qualifiées sont réparties comme suit :
- les huit premiers de Premiership ;
- les huit premiers du Top 14 ;
- les huit meilleures franchises irlandaise, écossaise, galloise et italienne du Pro14 ;

S'il n'est pas déjà qualifié ou s'il ne fait pas partie des deux meilleurs clubs qualifiés de son championnat, le vainqueur de la Coupe d'Europe 2019-2020 se hisse à la deuxième place parmi les clubs qualifiés de son championnat. De même, s'il n'est pas déjà qualifié, le vainqueur du Challenge européen 2019-2020 prend la place du huitième club de son championnat.
La liste des clubs participants est donc, pour l'édition 2020-2021, la suivante :
| - Bath Rugby - Bristol BearsC2 - Exeter ChiefsCh T - Gloucester Rugby - Harlequins - Northampton Saints - Sale Sharks - Wasps | - Union Bordeaux Bègles - ASM Clermont - Lyon OU - Montpellier HR - Racing 92 - RC Toulon - Stade rochelais - Stade toulousain | - Connacht Rugby - Leinster RugbyCh - Munster Rugby - Ulster Rugby | - Édimbourg Rugby - Glasgow Warriors | - Dragons - Scarlets |

Aucune des deux franchises italiennes de Pro14 n'est qualifiée pour la compétition, tandis que Exeter Chiefs et Bristol Bears, respectivement vainqueurs de la Coupe d'Europe 2019-2020 et du Challenge européen 2019-2020, sont déjà qualifiés grâce à leurs 1re et 3e places lors du Championnat d'Angleterre 2019-2020.

### Calendrier
Le 2 septembre 2020, l'European Professional Club Rugby officialise le calendrier de la Coupe d'Europe pour la saison 2020-2021. Il est finalement remanié après l'annulation des deux dernières journées de la phase de poules.
| Nom                                              | Date                                                                                      | Équipes participantes |
| ------------------------------------------------ | ----------------------------------------------------------------------------------------- | --------------------- |
| Phase de poules Tirage au sort : 28 octobre 2020 |                                                                                           |                       |
| Journée 1 Journée 2 Journée 3 Journée 4          | 11/12/13 décembre 2020 18/19/20 décembre 2020 15/16/17 janvier 2021 22/23/24 janvier 2021 | 24                    |
| Phase finale                                     |                                                                                           |                       |
| Huitièmes de finale                              | 2/3/4 avril 2021                                                                          | 16                    |
| Quarts de finale                                 | 9/10/11 avril 2021                                                                        | 8                     |
| Demi-finale                                      | 1/2 mai 2021                                                                              | 4                     |
| Finale                                           | 22 mai 2021                                                                               | 2                     |

## Phase de poules
| \| Union Bordeaux Bègles Lyon OU Racing 92 RC Toulon Stade rochelais ASM Clermont Stade toulousain Montpellier HR \| Localisation des clubs engagés en phase de poule. |
| Union Bordeaux Bègles Lyon OU Racing 92 RC Toulon Stade rochelais ASM Clermont Stade toulousain Montpellier HR                                                         |

| \| Exeter Chiefs Wasps Bath Bristol Sale Sharks Harlequins Gloucester Northampton Scarlets Dragons Édimbourg Rugby Glasgow Warriors Leinster Ulster Munster Connacht \| Localisation des clubs engagés en phase de poule. |
| Exeter Chiefs Wasps Bath Bristol Sale Sharks Harlequins Gloucester Northampton Scarlets Dragons Édimbourg Rugby Glasgow Warriors Leinster Ulster Munster Connacht                                                         |

### Tirage au sort
Quatre chapeaux, comportant chacun deux équipes de chaque ligue, sont créés, afin de répartir les clubs en fonction de leur classement dans leur championnat domestique. S'il n'est pas déjà dans le chapeau 1, le club vainqueur de la Coupe d'Europe 2019-2020 est placé dans le chapeau 1 de son championnat. De même, si le vainqueur du Challenge européen n'est pas qualifié pour la compétition, il occupe le chapeau 4 à la place du dernier qualifié de son championnat.
| Chapeau   | Aviva Premiership                   | Top 14                          | Pro14                    |
| --------- | ----------------------------------- | ------------------------------- | ------------------------ |
| Chapeau 1 | Exeter Chiefs T Ch London Wasps     | Union Bordeaux Bègles Lyon OU   | Leinster Ch Ulster       |
| Chapeau 2 | Bath Rugby Bristol Bears C2         | Racing 92 RC Toulon             | Édimbourg Rugby Munster  |
| Chapeau 3 | Sale Sharks Harlequins              | Stade rochelais ASM Clermont    | Scarlets Connacht        |
| Chapeau 4 | Gloucester Rugby Northampton Saints | Stade toulousain Montpellier HR | Glasgow Warriors Dragons |

Le tirage au sort a lieu le 28 octobre 2020 à la Maison du Sport International de Lausanne, en Suisse,. Le calendrier des rencontres est déterminé selon le chapeau et la poule des équipes.

### Format et règlement
La première phase de la compétition voit les participants, répartis en deux poules de douze équipes, s'affronter partiellement entre eux sur quatre journées. Les équipes disputent quatre matchs de classement contre deux équipes en matchs « aller/retour ». Dans les deux poules, les équipes de chapeau 1 et 4 s'affrontent tout comme les équipes de chapeau 2 et 3, sans jamais affronter le club du même championnat domestique.
Les adversaires des équipes engagées sont donc, pour chacune des poules, les suivants :
| Poule A : - Wasps : Montpellier HR, Dragons - Union Bordeaux Bègles : Northampton Saints, Dragons - Leinster Rugby : Northampton Saints, Montpellier HR - Bath Rugby : Stade rochelais, Scarlets - RC Toulon : Sale Sharks, Scarlets - Édimbourg Rugby : Sale Sharks, Stade rochelais - Sale Sharks : RC Toulon, Édimbourg Rugby - Stade rochelais : Bath Rugby, Édimbourg Rugby - Scarlets : Bath Rugby, RC Toulon - Northampton Saints : Union Bordeaux Bègles, Leinster Rugby - Montpellier HR : Wasps, Leinster Rugby - Dragons : Wasps, Union Bordeaux Bègles | Poule B : - Exeter Chiefs : Stade toulousain, Glasgow Warriors - Lyon OU : Gloucester RFC, Glasgow Warriors - Ulster Rugby : Gloucester RFC, Stade toulousain - Bristol Bears : ASM Clermont, Connacht Rugby - Racing 92 : Harlequins, Connacht Rugby - Munster Rugby : Harlequins, ASM Clermont - Harlequins : Racing 92, Munster Rugby - ASM Clermont : Bristol Bears, Munster Rugby - Connacht Rugby : Bristol Bears, Racing 92 - Gloucester Rugby : Lyon OU, Ulster Rugby - Stade toulousain : Exeter Chiefs, Ulster Rugby - Glasgow Warriors : Exeter Chiefs, Lyon OU |

À l'issue de la première phase, les quatre premières formations de chacune des poules se qualifient pour les quarts de finale pour des matchs « aller/retour », tandis que les quatre équipes suivantes de chacune des poules sont reversées en huitièmes de finale du Challenge européen.
Les classements sont établis en suivant les règles suivantes :
- 4 points de classement pour une victoire ;
- 2 points de classement pour un match nul ;
- 1 point de classement de bonus si l'équipe inscrit 4 essais ou plus ;
- 1 point de classement de bonus si l'équipe perd de 7 points ou moins.

En cas d'égalité au classement entre une ou plusieurs équipes, comptent, dans l'ordre :
- la meilleure différence de points ;
- le nombre d'essais inscrits ;
- le nombre de joueurs suspendus pour des incidents disciplinaires, par ordre croissant.

Si l'égalité est toujours constatée, un tirage au sort est réalisé entre les équipes concernées.

### Matchs et classements
Les matchs de la phase de poule se déroulent durant quatre week-ends du 11 décembre 2020 au 24 janvier 2021.
Dans les tableaux de classement suivants, les couleurs signifient :
|  | Équipe qualifiée pour les huitièmes de finale.               |
|  | Équipe reversée en huitième de finale de Challenge européen. |

#### Poule A
| Rang | Club                  | J | V | N | D | Bo | Bd | Pm | Pe | Diff | Pts |
| ---- | --------------------- | - | - | - | - | -- | -- | -- | -- | ---- | --- |
| 1    | Leinster              | 2 | 2 | 0 | 0 | 2  | 0  | 70 | 33 | +37  | 10  |
| 2    | Wasps                 | 2 | 2 | 0 | 0 | 2  | 0  | 57 | 22 | +35  | 10  |
| 3    | Union Bordeaux Bègles | 2 | 2 | 0 | 0 | 1  | 0  | 63 | 20 | +43  | 9   |
| 4    | Stade rochelais       | 2 | 2 | 0 | 0 | 1  | 0  | 41 | 8  | +33  | 9   |
| 5    | Llanelli Scarlets     | 2 | 2 | 0 | 0 | 1  | 0  | 51 | 19 | +32  | 9   |
| 6    | Édimbourg Rugby       | 2 | 1 | 0 | 1 | 0  | 1  | 24 | 28 | -4   | 5   |
| 7    | RC Toulon             | 2 | 1 | 0 | 1 | 0  | 0  | 26 | 42 | -16  | 4   |
| 8    | Sale Sharks           | 2 | 0 | 0 | 2 | 0  | 1  | 29 | 42 | -13  | 1   |
| 9    | Northampton Saints    | 2 | 0 | 0 | 2 | 0  | 1  | 31 | 51 | -20  | 1   |
| 10   | Bath Rugby            | 2 | 0 | 0 | 2 | 0  | 1  | 19 | 51 | -32  | 1   |
| 11   | Newport Gwent Dragons | 2 | 0 | 0 | 2 | 0  | 0  | 16 | 71 | -55  | 0   |
| 12   | Montpellier HR        | 2 | 0 | 0 | 2 | 0  | 0  | 28 | 68 | -40  | 0   |

| Résultats (▼dom., ►ext.) | WAS  | BOR   | LEI   | BAT  | TLN  | EDI   | SAL   | LAR  | SCA   | NOR   | MON   | DRA  |
| Wasps                    | —    | —     | —     | —    | —    | —     | —     | —    | —     | —     | 33-14 | —    |
| Bordeaux Bègles          | —    | —     | —     | —    | —    | —     | —     | —    | —     | —     | —     | 47-8 |
| Leinster Rugby           | —    | —     | —     | —    | —    | —     | —     | —    | —     | 35-19 | —     | —    |
| Bath Rugby               | —    | —     | —     | —    | —    | —     | —     | —    | 19-23 | —     | —     | —    |
| RC Toulon                | —    | —     | —     | —    | —    | —     | 26-14 | —    | —     | —     | —     | —    |
| Édimbourg Rugby          | —    | —     | —     | —    | —    | —     | —     | 8-13 | —     | —     | —     | —    |
| Sale Sharks              | —    | —     | —     | —    | —    | 15-16 | —     | —    | —     | —     | —     | —    |
| Stade rochelais          | —    | —     | —     | 28-0 | —    | —     | —     | —    | —     | —     | —     | —    |
| Scarlets                 | —    | —     | —     | —    | 28-0 | —     | —     | —    | —     | —     | —     | —    |
| Northampton Saints       | —    | 12-16 | —     | —    | —    | —     | —     | —    | —     | —     | —     | —    |
| Montpellier HR           | —    | —     | 14-35 | —    | —    | —     | —     | —    | —     | —     | —     | —    |
| Dragons                  | 8-24 | —     | —     | —    | —    | —     | —     | —    | —     | —     | —     | —    |

- Victoire à domicile
- Match nul
- Victoire à l'extérieur

#### Poule B
| Rang | Club              | J | V | N | D | Bo | Bd | Pm | Pe | Diff | Pts |
| ---- | ----------------- | - | - | - | - | -- | -- | -- | -- | ---- | --- |
| 1    | Lyon OU           | 2 | 2 | 0 | 0 | 2  | 0  | 83 | 10 | +73  | 10  |
| 2    | Racing 92         | 2 | 2 | 0 | 0 | 2  | 0  | 75 | 29 | +46  | 10  |
| 3    | Stade toulousain  | 2 | 2 | 0 | 0 | 2  | 0  | 57 | 22 | +35  | 10  |
| 4    | Munster           | 2 | 2 | 0 | 0 | 0  | 0  | 60 | 38 | +22  | 8   |
| 5    | ASM Clermont      | 2 | 1 | 0 | 1 | 2  | 0  | 82 | 77 | +5   | 6   |
| 6    | Bristol Bears     | 2 | 1 | 0 | 1 | 2  | 0  | 65 | 69 | -4   | 6   |
| 7    | Exeter Chiefs (T) | 2 | 1 | 0 | 1 | 1  | 0  | 42 | 28 | +14  | 5   |
| 8    | Gloucester Rugby  | 2 | 1 | 0 | 1 | 1  | 0  | 48 | 89 | -41  | 5   |
| 9    | Ulster            | 2 | 0 | 0 | 2 | 1  | 2  | 56 | 67 | -11  | 3   |
| 10   | Connacht          | 2 | 0 | 0 | 2 | 0  | 1  | 40 | 53 | -13  | 1   |
| 11   | Harlequins        | 2 | 0 | 0 | 2 | 0  | 0  | 14 | 70 | -56  | 0   |
| 12   | Glasgow Warriors  | 2 | 0 | 0 | 2 | 0  | 0  | 0  | 70 | -70  | 0   |

| Résultats (▼dom., ►ext.) | EXE  | LYO  | ULS   | BRI   | R92  | MUN   | HAR  | CLE   | CON   | GLO   | TLS   | GLA  |
| Exeter Chiefs            | —    | —    | —     | —     | —    | —     | —    | —     | —     | —     | —     | 42-0 |
| Lyon OU                  | —    | —    | —     | —     | —    | —     | —    | —     | —     | 55-10 | —     | —    |
| Ulster Rugby             | —    | —    | —     | —     | —    | —     | —    | —     | —     | —     | 22-29 | —    |
| Bristol Bears            | —    | —    | —     | —     | —    | —     | —    | 38-51 | —     | —     | —     | —    |
| Racing 92                | —    | —    | —     | —     | —    | —     | —    | —     | 26-22 | —     | —     | —    |
| Munster Rugby            | —    | —    | —     | —     | —    | —     | 21-7 | —     | —     | —     | —     | —    |
| Harlequins               | —    | —    | —     | —     | 7-49 | —     | —    | —     | —     | —     | —     | —    |
| ASM Clermont             | —    | —    | —     | —     | —    | 31-39 | —    | —     | —     | —     | —     | —    |
| Connacht                 | —    | —    | —     | 18-27 | —    | —     | —    | —     | —     | —     | —     | —    |
| Gloucester Rugby         | —    | —    | 38-34 | —     | —    | —     | —    | —     | —     | —     | —     | —    |
| Stade toulousain         | 28-0 | —    | —     | —     | —    | —     | —    | —     | —     | —     | —     | —    |
| Glasgow Warriors         | —    | 0-28 | —     | —     | —    | —     | —    | —     | —     | —     | —     | —    |

- Victoire à domicile
- Match nul
- Victoire à l'extérieur

## Phase finale
Initialement, les quatre premiers des deux poules devaient se qualifier pour la phase finale et s'affronter en matchs « aller/retour », selon les règles suivantes :
- les premiers de poules A et B affrontent respectivement les quatrièmes de poules B et A ;
- les seconds de poules A et B affrontent respectivement les troisièmes de poules B et A.

Après l'annulation complète des rencontres des 3e et 4e journées de la phase qualificative et après une consultation des ligues et des fédérations actionnaires, l'EPCR annonce que la compétition reprendra directement par des huitièmes de finale et que les quarts de finale se joueront sur un seul match au lieu du format « aller/retour » initialement prévu.
Les rencontres des huitièmes de finale sont tirées au sort le 9 mars 2021. Les équipes issues d'une même ligue ne peuvent pas s'affronter en huitième de finale. Les équipes ayant remporté leurs deux matchs de poule sur le terrain jouent leur huitième de finale à domicile (Racing 92, Leinster, Wasps, Union Bordeaux Bègles et Munster). Les autres équipes qui reçoivent les huitièmes de finale sont désignées lors du tirage au sort.

### Tableau final
|  | Huitièmes de finale                               | Huitièmes de finale                                     |                       |    | Quarts de finale                                    | Quarts de finale                                    |  |  | Demi-finales                                     | Demi-finales                                     |  |  | Finale                                     | Finale                                     |
|  | Huitièmes de finale                               | Huitièmes de finale                                     |                       |    | Quarts de finale                                    | Quarts de finale                                    |  |  | Demi-finales                                     | Demi-finales                                     |  |  | Finale                                     | Finale                                     |
|  |                                                   |                                                         |                       |    |                                                     |                                                     |  |  |                                                  |                                                  |  |  |                                            |                                            |
|  | le 2 avril au Kingsholm Stadium à Gloucester      | le 2 avril au Kingsholm Stadium à Gloucester            |                       |    | le 10 avril au Stade Marcel-Deflandre à La Rochelle | le 10 avril au Stade Marcel-Deflandre à La Rochelle |  |  | le 2 mai au Stade Marcel-Deflandre à La Rochelle | le 2 mai au Stade Marcel-Deflandre à La Rochelle |  |  | le 22 mai au Stade de Twickenham à Londres | le 22 mai au Stade de Twickenham à Londres |
|  | le 2 avril au Kingsholm Stadium à Gloucester      | le 2 avril au Kingsholm Stadium à Gloucester            |                       |    | le 10 avril au Stade Marcel-Deflandre à La Rochelle | le 10 avril au Stade Marcel-Deflandre à La Rochelle |  |  | le 2 mai au Stade Marcel-Deflandre à La Rochelle | le 2 mai au Stade Marcel-Deflandre à La Rochelle |  |  | le 22 mai au Stade de Twickenham à Londres | le 22 mai au Stade de Twickenham à Londres |
|  | Gloucester Rugby                                  | 16                                                      |                       |    | le 10 avril au Stade Marcel-Deflandre à La Rochelle | le 10 avril au Stade Marcel-Deflandre à La Rochelle |  |  | le 2 mai au Stade Marcel-Deflandre à La Rochelle | le 2 mai au Stade Marcel-Deflandre à La Rochelle |  |  | le 22 mai au Stade de Twickenham à Londres | le 22 mai au Stade de Twickenham à Londres |
|  | Gloucester Rugby                                  | 16                                                      |                       |    | le 10 avril au Stade Marcel-Deflandre à La Rochelle | le 10 avril au Stade Marcel-Deflandre à La Rochelle |  |  | le 2 mai au Stade Marcel-Deflandre à La Rochelle | le 2 mai au Stade Marcel-Deflandre à La Rochelle |  |  | le 22 mai au Stade de Twickenham à Londres | le 22 mai au Stade de Twickenham à Londres |
|  | Stade rochelais                                   | 27                                                      |                       |    | le 10 avril au Stade Marcel-Deflandre à La Rochelle | le 10 avril au Stade Marcel-Deflandre à La Rochelle |  |  | le 2 mai au Stade Marcel-Deflandre à La Rochelle | le 2 mai au Stade Marcel-Deflandre à La Rochelle |  |  | le 22 mai au Stade de Twickenham à Londres | le 22 mai au Stade de Twickenham à Londres |
|  | Stade rochelais                                   | 27                                                      | Stade rochelais       | 45 |                                                     |                                                     |  |  | le 2 mai au Stade Marcel-Deflandre à La Rochelle | le 2 mai au Stade Marcel-Deflandre à La Rochelle |  |  | le 22 mai au Stade de Twickenham à Londres | le 22 mai au Stade de Twickenham à Londres |
|  | le 4 avril au Parc y Scarlets à Llanelli          |                                                         | Stade rochelais       | 45 |                                                     |                                                     |  |  | le 2 mai au Stade Marcel-Deflandre à La Rochelle | le 2 mai au Stade Marcel-Deflandre à La Rochelle |  |  | le 22 mai au Stade de Twickenham à Londres | le 22 mai au Stade de Twickenham à Londres |
|  |                                                   | Sale Sharks                                             | 21                    |    |                                                     |                                                     |  |  | le 2 mai au Stade Marcel-Deflandre à La Rochelle | le 2 mai au Stade Marcel-Deflandre à La Rochelle |  |  | le 22 mai au Stade de Twickenham à Londres | le 22 mai au Stade de Twickenham à Londres |
|  | Scarlets                                          | Sale Sharks                                             | 21                    | 14 |                                                     |                                                     |  |  | le 2 mai au Stade Marcel-Deflandre à La Rochelle | le 2 mai au Stade Marcel-Deflandre à La Rochelle |  |  | le 22 mai au Stade de Twickenham à Londres | le 22 mai au Stade de Twickenham à Londres |
|  | Scarlets                                          | le 10 avril au Sandy Park à Exeter                      |                       | 14 |                                                     |                                                     |  |  | le 2 mai au Stade Marcel-Deflandre à La Rochelle | le 2 mai au Stade Marcel-Deflandre à La Rochelle |  |  | le 22 mai au Stade de Twickenham à Londres | le 22 mai au Stade de Twickenham à Londres |
|  | Sale Sharks                                       | 57                                                      |                       |    |                                                     |                                                     |  |  | le 2 mai au Stade Marcel-Deflandre à La Rochelle | le 2 mai au Stade Marcel-Deflandre à La Rochelle |  |  | le 22 mai au Stade de Twickenham à Londres | le 22 mai au Stade de Twickenham à Londres |
|  | Sale Sharks                                       | 57                                                      | Stade rochelais       | 32 |                                                     |                                                     |  |  |                                                  |                                                  |  |  | le 22 mai au Stade de Twickenham à Londres | le 22 mai au Stade de Twickenham à Londres |
|  | le 3 avril au Sandy Park à Exeter                 |                                                         | Stade rochelais       | 32 |                                                     |                                                     |  |  |                                                  |                                                  |  |  | le 22 mai au Stade de Twickenham à Londres | le 22 mai au Stade de Twickenham à Londres |
|  |                                                   | Leinster                                                | 23                    |    |                                                     |                                                     |  |  |                                                  |                                                  |  |  | le 22 mai au Stade de Twickenham à Londres | le 22 mai au Stade de Twickenham à Londres |
|  | Exeter Chiefs                                     | Leinster                                                | 23                    | 47 |                                                     |                                                     |  |  |                                                  |                                                  |  |  | le 22 mai au Stade de Twickenham à Londres | le 22 mai au Stade de Twickenham à Londres |
|  | Exeter Chiefs                                     | le 1er mai au Stade Ernest-Wallon à Toulouse            |                       | 47 |                                                     |                                                     |  |  |                                                  |                                                  |  |  | le 22 mai au Stade de Twickenham à Londres | le 22 mai au Stade de Twickenham à Londres |
|  | Lyon OU                                           | 25                                                      |                       |    |                                                     |                                                     |  |  |                                                  |                                                  |  |  | le 22 mai au Stade de Twickenham à Londres | le 22 mai au Stade de Twickenham à Londres |
|  | Lyon OU                                           | 25                                                      | Exeter Chiefs         | 22 |                                                     |                                                     |  |  |                                                  |                                                  |  |  | le 22 mai au Stade de Twickenham à Londres | le 22 mai au Stade de Twickenham à Londres |
|  | Rencontre annulée                                 |                                                         | Exeter Chiefs         | 22 |                                                     |                                                     |  |  |                                                  |                                                  |  |  | le 22 mai au Stade de Twickenham à Londres | le 22 mai au Stade de Twickenham à Londres |
|  |                                                   | Leinster                                                | 34                    |    |                                                     |                                                     |  |  |                                                  |                                                  |  |  | le 22 mai au Stade de Twickenham à Londres | le 22 mai au Stade de Twickenham à Londres |
|  | Leinster                                          | Leinster                                                | 34                    | 28 |                                                     |                                                     |  |  |                                                  |                                                  |  |  | le 22 mai au Stade de Twickenham à Londres | le 22 mai au Stade de Twickenham à Londres |
|  | Leinster                                          | le 11 avril au Stade Marcel-Michelin à Clermont-Ferrand |                       | 28 |                                                     |                                                     |  |  |                                                  |                                                  |  |  | le 22 mai au Stade de Twickenham à Londres | le 22 mai au Stade de Twickenham à Londres |
|  | RC Toulon                                         | 0                                                       |                       |    |                                                     |                                                     |  |  |                                                  |                                                  |  |  | le 22 mai au Stade de Twickenham à Londres | le 22 mai au Stade de Twickenham à Londres |
|  | RC Toulon                                         | 0                                                       | Stade rochelais       | 17 |                                                     |                                                     |  |  |                                                  |                                                  |  |  |                                            |                                            |
|  | le 2 avril au Ricoh Arena à Coventry              |                                                         | Stade rochelais       | 17 |                                                     |                                                     |  |  |                                                  |                                                  |  |  |                                            |                                            |
|  |                                                   | Stade toulousain                                        | 22                    |    |                                                     |                                                     |  |  |                                                  |                                                  |  |  |                                            |                                            |
|  | Wasps                                             | Stade toulousain                                        | 22                    | 25 |                                                     |                                                     |  |  |                                                  |                                                  |  |  |                                            |                                            |
|  | Wasps                                             |                                                         |                       | 25 |                                                     |                                                     |  |  |                                                  |                                                  |  |  |                                            |                                            |
|  | ASM Clermont Auvergne                             | 27                                                      |                       |    |                                                     |                                                     |  |  |                                                  |                                                  |  |  |                                            |                                            |
|  | ASM Clermont Auvergne                             | 27                                                      | ASM Clermont Auvergne | 12 |                                                     |                                                     |  |  |                                                  |                                                  |  |  |                                            |                                            |
|  | le 3 avril au Thomond Park à Limerick             |                                                         | ASM Clermont Auvergne | 12 |                                                     |                                                     |  |  |                                                  |                                                  |  |  |                                            |                                            |
|  |                                                   | Stade toulousain                                        | 21                    |    |                                                     |                                                     |  |  |                                                  |                                                  |  |  |                                            |                                            |
|  | Munster                                           | Stade toulousain                                        | 21                    | 33 |                                                     |                                                     |  |  |                                                  |                                                  |  |  |                                            |                                            |
|  | Munster                                           | le 11 avril au Stade Chaban-Delmas à Bordeaux           |                       | 33 |                                                     |                                                     |  |  |                                                  |                                                  |  |  |                                            |                                            |
|  | Stade toulousain                                  | 40                                                      |                       |    |                                                     |                                                     |  |  |                                                  |                                                  |  |  |                                            |                                            |
|  | Stade toulousain                                  | 40                                                      | Stade toulousain      | 21 |                                                     |                                                     |  |  |                                                  |                                                  |  |  |                                            |                                            |
|  | le 4 avril au Stade Chaban-Delmas à Bordeaux      |                                                         | Stade toulousain      | 21 |                                                     |                                                     |  |  |                                                  |                                                  |  |  |                                            |                                            |
|  |                                                   | Union Bordeaux Bègles                                   | 9                     |    |                                                     |                                                     |  |  |                                                  |                                                  |  |  |                                            |                                            |
|  | Union Bordeaux Bègles                             | Union Bordeaux Bègles                                   | 9                     | 36 |                                                     |                                                     |  |  |                                                  |                                                  |  |  |                                            |                                            |
|  | Union Bordeaux Bègles                             |                                                         |                       | 36 |                                                     |                                                     |  |  |                                                  |                                                  |  |  |                                            |                                            |
|  | Bristol Bears                                     | 17                                                      |                       |    |                                                     |                                                     |  |  |                                                  |                                                  |  |  |                                            |                                            |
|  | Bristol Bears                                     | 17                                                      | Union Bordeaux Bègles | 24 |                                                     |                                                     |  |  |                                                  |                                                  |  |  |                                            |                                            |
|  | le 4 avril à la Paris La Défense Arena à Nanterre |                                                         | Union Bordeaux Bègles | 24 |                                                     |                                                     |  |  |                                                  |                                                  |  |  |                                            |                                            |
|  |                                                   | Racing 92                                               | 21                    |    |                                                     |                                                     |  |  |                                                  |                                                  |  |  |                                            |                                            |
|  | Racing 92                                         | Racing 92                                               | 21                    | 56 |                                                     |                                                     |  |  |                                                  |                                                  |  |  |                                            |                                            |
|  | Racing 92                                         |                                                         |                       | 56 |                                                     |                                                     |  |  |                                                  |                                                  |  |  |                                            |                                            |
|  | Édimbourg Rugby                                   | 3                                                       |                       |    |                                                     |                                                     |  |  |                                                  |                                                  |  |  |                                            |                                            |
|  | Édimbourg Rugby                                   | 3                                                       |                       |    |                                                     |                                                     |  |  |                                                  |                                                  |  |  |                                            |                                            |

### Huitièmes de finale
Les huitièmes de finale se jouent le weekend du 2 au 4 avril 2021.
| Club                  | Score               | Club                  |
| --------------------- | ------------------- | --------------------- |
| Gloucester Rugby      | 16 - 27             | Stade rochelais       |
| Scarlets              | 14 - 57             | Sale Sharks           |
| Exeter Chiefs         | 47 - 25             | Lyon OU               |
| Leinster              | 28 - 0 (tapis vert) | RC Toulon             |
| Wasps                 | 25 - 27             | ASM Clermont Auvergne |
| Munster               | 33 - 40             | Stade toulousain      |
| Union Bordeaux Bègles | 36 - 17             | Bristol Bears         |
| Racing 92             | 56 - 3              | Édimbourg Rugby       |

### Quarts de finale
Les quarts de finale se jouent le weekend du 9 au 11 avril 2021.
| Club                  | Score   | Club             |
| --------------------- | ------- | ---------------- |
| Stade rochelais       | 45 - 21 | Sale Sharks      |
| Exeter Chiefs         | 22 - 34 | Leinster         |
| ASM Clermont Auvergne | 12 - 21 | Stade toulousain |
| Union Bordeaux Bègles | 24 - 21 | Racing 92        |

### Demi-finales
Les demi-finales se jouent en un match, durant le weekend du 30 avril au 2 mai 2021.
Les rencontres de demi-finale sont tirées au sort à l'issue des quarts-de-finale le 11 avril 2021. Le tirage ne prend en compte ni les résultats précédents ni la nationalité ou l'appartenance à une ligue des clubs. Le premier club tiré au sort joue la demi-finale 1 à domicile et le deuxième club se déplace pour l'affronter. De la même manière, le troisième club tiré au sort reçoit la dernière équipe.
| Club             | Score   | Club                  |
| ---------------- | ------- | --------------------- |
| Stade rochelais  | 32 - 23 | Leinster              |
| Stade toulousain | 21 - 9  | Union Bordeaux Bègles |

### Finale
La finale se joue le 22 mai 2021. Elle est initialement programmée au Stade Vélodrome de Marseille avant que le weekend de finales pour ce stade ne soit repoussé d'un an, en 2022, après un premier report de 2020 à 2021. Elle se joue finalement au Stade de Twickenham de Londres.
Le Stade toulousain l'emporte face au Stade rochelais devant 10 000 spectateurs, sur le score de 22 à 17.
| Finale 22 mai 2021 17 h 45 | Stade rochelais                                                                                            | 17 - 22 (12 - 9) | Stade toulousain | Stade de Twickenham, Londres 10 000 spectateurs Arbitre : Luke Pearce |
| Finale 22 mai 2021 17 h 45 | Essai(s) : 1 Kerr-Barlow (72e) Pénalité(s) : 4 West (7e, 26e, 32e, 40e) Carton(s) rouge(s) : 1 Botia (27e) | Rapport          | Essai(s) : 1 Mallía (59e) Transformation(s) : 1 Ntamack (60e) Pénalité(s) : 5 Ntamack (4e, 10e, 37e, 46e, 69e) Carton(s) jaune(s) : 1 Elstadt (31e) | Stade de Twickenham, Londres 10 000 spectateurs Arbitre : Luke Pearce |
| Finale 22 mai 2021 17 h 45 | | Rapport          | | Stade de Twickenham, Londres 10 000 spectateurs Arbitre : Luke Pearce |

## Statistiques et prix

### Meilleurs réalisateurs
| Rang | Joueur            | Club                  | Essais | Transf. | Pén. | Drops | Points |
| ---- | ----------------- | --------------------- | ------ | ------- | ---- | ----- | ------ |
| 1    | Matthieu Jalibert | Union Bordeaux Bègles | 2      | 8       | 16   | 0     | 74     |
| 2    | Romain Ntamack    | Stade toulousain      | 0      | 5       | 19   | 0     | 67     |
| 3    | Ihaia West        | Stade rochelais       | 0      | 6       | 15   | 1     | 60     |
| 4    | Ross Byrne        | Leinster              | 1      | 7       | 12   | 0     | 55     |
| 5    | AJ MacGinty       | Sale Sharks           | 1      | 9       | 8    | 0     | 47     |
| 6    | Maxime Machenaud  | Racing 92             | 1      | 5       | 8    | 0     | 39     |
| 7    | Camille Lopez     | ASM Clermont Auvergne | 0      | 10      | 5    | 0     | 35     |
| 8    | JJ Hanrahan       | Munster               | 0      | 4       | 9    | 0     | 35     |
| 9    | Callum Sheedy     | Bristol Bears         | 0      | 5       | 6    | 0     | 28     |
| 10   | Joe Simmonds      | Exeter Chiefs         | 0      | 12      | 1    | 0     | 27     |

### Meilleurs marqueurs
| Rang | Joueur            | Club                  | Essais |
| ---- | ----------------- | --------------------- | ------ |
| 1    | Santiago Cordero  | Union Bordeaux Bègles | 4      |
| -    | Kotaro Matsushima | ASM Clermont Auvergne | 4      |
| -    | Xavier Mignot     | Lyon OU               | 4      |
| -    | Antoine Dupont    | Stade toulousain      | 4      |
| 4    | Gavin Coombes     | Munster               | 3      |
| -    | Jonny Hill        | Exeter Chiefs         | 3      |
| -    | Tom O'Flaherty    | Exeter Chiefs         | 3      |
| -    | Damian Penaud     | ASM Clermont Auvergne | 3      |
| -    | Raymond Rhule     | Stade rochelais       | 3      |
| -    | Teddy Thomas      | Racing 92             | 3      |

### Joueur européen de l'année
Antoine Dupont, demi de mêlée du Stade toulousain, est désigné joueur européen de l'année 2021 par l'EPCR à la suite d'un vote des internautes combiné à la délibération d'un jury d'expert. Il figurait dans la liste finale des nommés à ce prix avec Grégory Alldritt, Jerome Kaino, Julien Marchand et Will Skelton,  elle même tirée d'une première liste de 15 joueurs élaborée le 15 avril 2021 par l'EPCR.

### Équipe-type de la saison selonOpta
Source
| Avants - Cyril Baille – Pilier gauche, Toulouse - Rónan Kelleher – Talonneur, Leinster - Charlie Faumuina – Pilier droit, Toulouse - Jonny Gray – Deuxième ligne, Exeter - Will Skelton – Deuxième ligne, La Rochelle - Grégory Alldritt – Troisième ligne aile, La Rochelle - Victor Vito – Troisième ligne centre, La Rochelle - Josh van der Flier – Troisième ligne aile, Leinster | Arrières - Antoine Dupont – Demi de mêlée, Toulouse - Matthieu Jalibert – Demi d'ouverture, Bordeaux-Bègles - Tom O'Flaherty – Ailier gauche, Exeter - George Moala – Centre, Clermont - Geoffrey Doumayrou – Centre, La Rochelle - Santiago Cordero – Ailier droit, Bordeaux-Bègles - Kurtley Beale – Arrière, Racing 92 |